# Melba Pattillo Beals
Melba Joyner Pattillo Beals (Little Rock, 7 dicembre 1941) è un'attivista e giornalista statunitense, un membro dei Little Rock Nine, un gruppo di studenti afroamericani che furono i primi a integrare la Central High a Little Rock in Arkansas.

## Biografia
Melba Pattillo Beals è cresciuta in una famiglia che ha sempre apprezzato l'importanza dell'educazione. Sua madre, Lois Marie Pattillo, dottoranda, è stata una delle prime laureate nere della Università dell'Arkansas nel 1954 ed è stata insegnante di inglese della scuola media all'epoca dell'integrazione dei Little Rock Nine del Central High School. Suo padre, Howell Pattillo, lavorò per la Missouri Pacific Railroad. Melba ha anche un fratello, Conrad S. Pattillo (che avrebbe poi servito come maresciallo del distretto orientale dell'Arkansas durante l'amministrazione Clinton), e tutti vivevano con la nonna, India Peyton, al tempo della crisi.
Mentre frequentava il liceo Horace Mann a Little Rock, un liceo interamente nero, Melba era consapevole di non ricevere la stessa istruzione di qualità dei suoi coetanei del liceo centrale. Pattillo si è poi proposta di trasferirsi alla Central High School con altri otto studenti neri del Horace Mann e Dunbar Junior High School a Little Rock. Melba non era a conoscenza di cosa stava affrontando a quel tempo. Offrirsi volontaria per questa causa significava mettersi in pericolo e mettere in pericolo gli altri nella comunità e a scuola.
In un'intervista al San Francisco Examiner nel 1997 Melba dice: "Per lo più quello che penso quando ripenso indietro è quanto sia triste per qualcuno (passare attraverso questo) quando ha 15 anni", "Perché quando hai 15 anni vuoi essere amata e accettata, e io non ero pronta per il tipo di risposta che avrei potuto ottenere frequentando la scuola". Beals ha raccontato che il soldato assegnato a proteggerla le ha insegnato: "Per arrivare fino a fine anno, dovrai diventare un soldato. Non fai mai sapere al tuo nemico cosa stai provando". Beals ha preso il consiglio del soldato e sopportato quello che poteva per il resto dell'anno scolastico. Non riuscì a finire la sua carriera scolastica lì, perché il governatore, Orval Faubus chiuse tutte le scuole a Little Rock l'anno successivo per bloccare l'integrazione.

### Integrazione del Central High School
Beals aveva 14 anni quando, nel maggio 1956, scelse di frequentare il Central High school, una scuola completamente bianca. Due anni dopo, fu iscritta come studentessa al Central High. Gli studenti bianchi e alcuni genitori hanno scherzato e deriso gli studenti. I nove studenti neri affrontarono anche delle folle che costrinsero il Presidente Dwight D. Eisenhower ad inviare la 101st Airborne Division per proteggere la loro vita dopo che il governatore dell'Arkansas, Orval Faubus, usò le truppe per bloccare l'ingresso dei nove nella scuola. Almeno uno studente bianco, un liceale di nome Link, l'ha aiutata a evitare le aree pericolose durante la giornata scolastica, e alcuni studenti del Central High sono stati amichevoli e disponibili, ma per la maggior parte, lei e gli altri studenti neri hanno dovuto affrontare quotidianamente ostilità e persecuzioni.
Nel suo libro Warriors Don't Cry, Beals ha descritto un incidente estremo in cui una studentessa segregazionista ha gettato acido nei suoi occhi, cercando di accecarla. Beals ha scritto in Warriors Don't Cry che lei aveva in programma di tornare al Central High per l'anno scolastico 1958-59, ma il governatore Faubus ha chiuso le scuole superiori di Little Rock che non hanno saputo resistere all'integrazione, portando altri distretti scolastici in tutto il sud a fare lo stesso. Solo nell'agosto 1959 il Central High riaprì i battenti come integrata.

### Carriera
Per finire la scuola, Beals si trasferì a Santa Rosa, in California, con l'aiuto della National Association for the Advancement of Colored People, vivendo con i genitori affidatari, il dottor George e sua moglie Carol McCabe e i loro quattro figli, mentre ha completato il suo anno di scuola superiore al Montgomery High School. Ha poi frequentato la San Francisco State University, conseguendo una laurea. All'età di diciassette anni ha iniziato a scrivere per i principali giornali e riviste. In seguito ha conseguito un master in giornalismo presso la Columbia University. Mentre era all'università, ha incontrato Matt Beals, che ha poi sposato, ma ha poi divorziato dopo che ha lasciato lei e la loro figlia Kellie per oltre un anno senza contattarli. Ha una figlia, Kellie (con Beals), e due figli gemelli, Matthew ed Evan, che ha adottato quando lei aveva 52 anni e loro avevano 4 anni.
Il libro di Beals Warriors Don't Cry racconta gli eventi del 1957 durante la crisi di Little Rock, basato in parte sui diari che ha tenuto durante quel periodo. Ha anche scritto White is a State of Mind, che inizia da dove Warriors ha interrotto. Nel 1959, il NAACP assegnò la medaglia Spingarn a Beals e agli altri membri dei Little Rock Nine, insieme al leader dei diritti civili Daisy Bates, che avevano guidato il gruppo durante le loro lotte al Central High. Nel 1999, lei e il resto dei nove hanno ricevuto il più alto riconoscimento civile, la medaglia d'oro del Congresso. Solo altre trecento persone lo hanno ricevuto. Il 22 maggio 2009 ha conseguito il dottorato di ricerca in Educazione presso l'Università di San Francisco. La giornata ha segnato la 150ª cerimonia annuale di inizio dell'USF. Beals ha pubblicato una nuova memoria dal titolo I Will Not Fear e un libro sulla sua infanzia per i lettori più giovani dal titolo March Forward, Girl, entrambi pubblicati nel gennaio 2018. Oggi, Beals vive nella San Francisco Bay Area. Ha insegnato giornalismo alla Dominican University of California, dove è presidente emerito del dipartimento di comunicazione.

## Opere
- Melba Beals, Warriors Don't Cry: The Searing Memoir of the Battle to Integrate Little Rock's Central High, Pocket Books, giugno 1994, ISBN 0671866389, OCLC 29519028.
- Melba Beals, White Is a State of Mind, G. P. Putnam's Sons, 15 marzo 1999, ISBN 0399144641, OCLC 39922877.
- Melba Beals, March Forward, Girl: From Young Warrior to Little Rock Nine, HMH Books for Young Readers, 2 gennaio 2018, ISBN 9781328882127, OCLC 1016156438.
- Melba Beals, I Will Not Fear: My Story of a Lifetime of Building Faith Under Fire, Revell, 16 gennaio 2018, ISBN 9780800729431, OCLC 987796663.